# 더 해빌런드 DH.106 코멧
드 하빌랜드 DH.106 코멧은 세계 최초의 상업용 제트 여객기로, 길이 28.35 m, 너비 35 m 크기의 터보제트 엔진 4기를 탑재하고 후퇴날개와 여압객실(與壓客室)을 갖추고 있으며, 승객 정원은 36명이다(1형).
정기항공에 취항한 것은 1952년 5월 2일 BEA(BA;영국항공회사)의 전신인 영국해외항공회사(BOAC)의 런던∼요하네스버그 노선이 시초이다.
처음에는 운항이 순조로웠으나 1953년 5월 공중분해로, 1954년에는 잇달아 2건의 공중폭발사고가 발생하였다. 사고조사 결과, 종전 여객기에 비하여 훨씬 높은 고도를 비행하던 코멧은 지상의 높은 기압과 고공의 낮은 기압을 자주 겪게 되어 동체가 신축과 팽창을 반복하여 피로가 쌓이게 되었는데, 유리창을 사각으로 설계하여 모서리 부분에 하중이 걸려서 균열이 발생하여 공중에서 폭발하게 되었다.
이 사고 이후 항공기 외피 한가운데 뚫린 부분은 모서리가 선 사각형은 피하고 대개 원형이나 끝이 둥글게 처리된 사각형을 사용하게 되었다.
엔진은 프렛 앤 휘트니 jt200r을 사용한다.

## 기본 정보
- 제작사: 드 해빌랜드
- 주 운용자: 영국해외항공, 영국유럽항공, 영국 공군

- 투폴레프 Tu-104
- 더글러스 md11
- 콘베어 CV-880